# رد بوسه

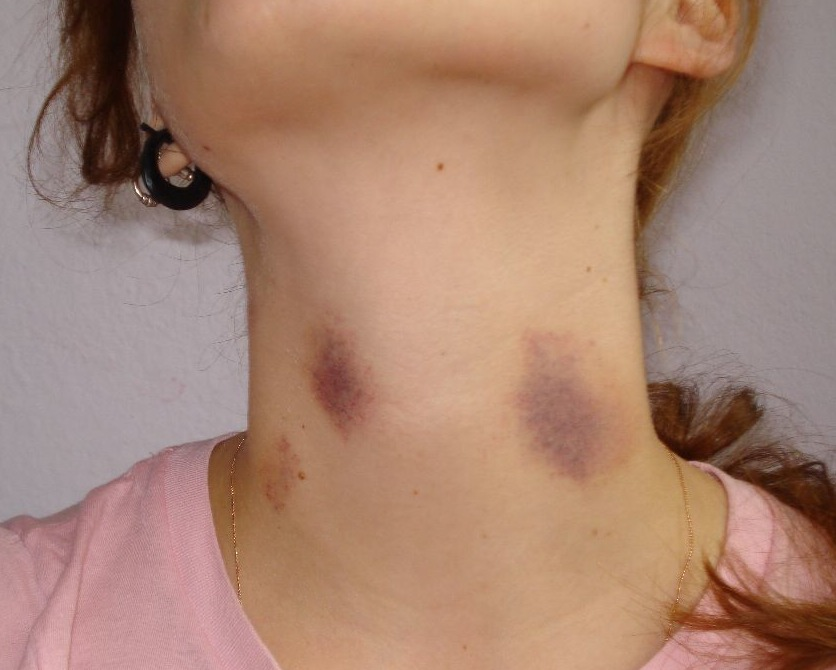
اثر بوسه

مُهر بوسه، رد بوسه (هیکی) یا گاز زئوس، اثر کبودی‌شکلی است که با بوسیدن، مکیدن و گاه با گاز گرفتنِ پوست، معمولاً در نواحی گردن یا بازو یا ران،سینه،شکم  ، پدید می‌آید. این اثر معمولاً بیش از ۵ تا ۱۲ روز باقی نمی‌ماند.